# Henrik Jæger

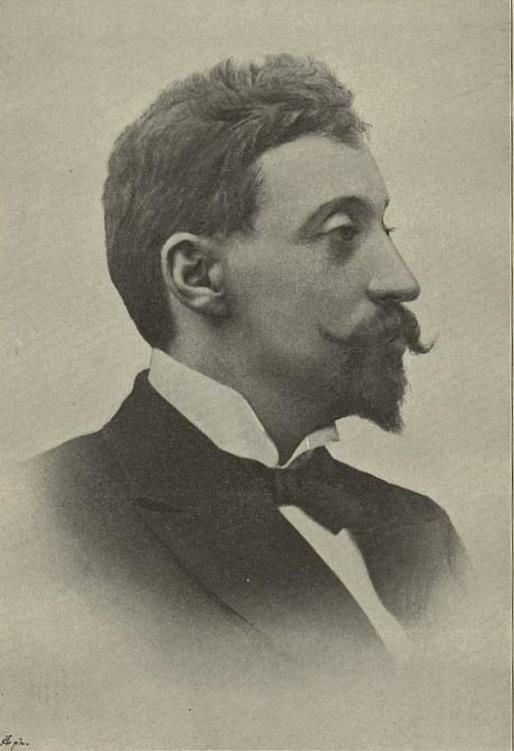
Henrik Jæger.

Henrik Bernhard Jæger, född 4 januari 1854, död 17 december 1895, var en norsk litteraturhistoriker och journalist.
Jæger blev student 1874, varefter han ägnade sig åt journalistik, med teaterkritik som specialitet. I sitt närmast populärt hållna litteraturhistoriska författarskap var han påverkad av Georg Brandes. Bland Jægers skrifter märks Illustrered norsk litteraturhistorie (3 band, 1892-96; avslutad av O. Andersen)